# Dominique Villars

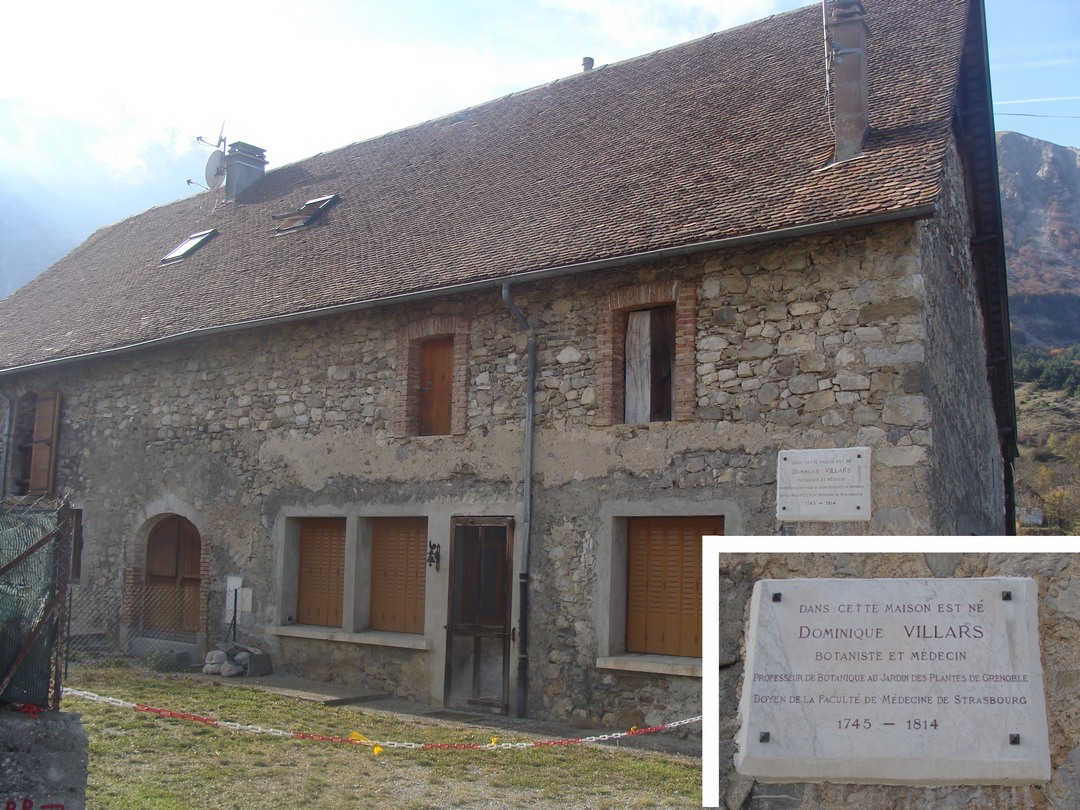
Dom rodzinny Dominique'a Villarsa

Dominique Villars (ur. 14 listopada 1745 r. w gminie Le Noyer-en-Champsaur w departamencie Hautes-Alpes, zm. 26 czerwca 1814 r. w Strasbourgu) – francuski naturalista, lekarz i botanik, badacz flory Alp Francuskich, szczególnie Delfinatu. Pierwotnie jego nazwisko brzmiało „Villar”, literę „s” dodał do niego sam, znacznie później.

## Życiorys

### Młodość
Urodził się w przysiółku Villar (obecnie: Villard) położonym wysoko na wschodnich stokach rozległego masywu górskiego Dévoluy, u wschodnich podnóży przełęczy Noyer (1664 m n.p.m.). Miał siedmioro rodzeństwa. Jego ojciec, kancelista u miejscowego właściciela ziemskiego, nauczył go czytać i liczyć. Botaniką zainteresował się pilnując bydła na górskich pastwiskach.
Osierocony przez ojca w wieku 15 lat, został wysłany przez matkę na jakiś czas do znajomego prokuratora w Gap, by zapoznał się tam z podstawami prawa i administracji. Tam Villarsowi przypadkowo wpadł w ręce traktat medyczny Loysa Guyona pt. Zwierciadło piękności i zdrowia cielesnego (fr. Miroir de la beauté et de la santé corporelle). Poznany wkrótce lekarz pożyczył mu następnie inne dzieła z zakresu medycyny i nauk przyrodniczych, w tym autorstwa włoskiego naturalisty Pierandrei Matthioli’ego, które zafascynowały młodego chłopca.
Kiedy miał 17 lat matka zaaranżowała jego małżeństwo z bogatą sierotą z sąsiedniej wsi. Z tego związku przyszło na świat pięcioro dzieci. Trzecie z nich, syn Dominique, urodzony w 1774 r., został później – podobnie jak ojciec – lekarzem.

### Kariera naukowa
W 1766 r. spotkał ojca Dominika Chaix, botanika amatora, który posiadał rozległą wiedzę botaniczną. To Chaix ostatecznie ukierunkował Villarsa ku naukom przyrodniczym i zapoznał go z dziełami Karola Linneusza: Systema Naturae i Genera Plantarum. Wspólnie przemierzali alpejskie doliny docierając aż na odległą przełęcz Lautaret. W rezultacie w 1771 r. Villars zdecydował się podjąć trzyletnie studia medyczne w Grenoble. Po przybyciu do tego miasta na poznanym tam administratorze prowincji, Christophie Pajot de Marchevalu, wywarł swą wiedzą i obyciem tak dobre wrażenie, że ten przyznał mu stałą pensję zapewniającą utrzymanie na czas studiów.
W latach 1775 i 1776 wziął udział w badaniach geologicznych na terenach Delfinatu, kierowanych przez Étienne'a Guettarda. W ich trakcie poznał m.in. słynnego później geologa i wulkanologa francuskiego Barthélemy Faujasa de Saint-Fond. Guettard namówił Villarsa do przyjazdu w 1777 r. do Paryża, gdzie umożliwił mu nawiązanie kontaktu z wieloma wybitnymi postaciami nauk przyrodniczych ówczesnej epoki. Byli to między nimi m.in. botanicy: Bernard de Jussieu, Antoine-Laurent de Jussieu, Edme-Louis Daubenton i André Thouin, a także lekarze – Antoine Portal i Félix Vicq d'Azir.
Tytuł doktora nauk medycznych uzyskał Villars w 1778 r. na uniwersytecie w Valence. Pajot de Marcheval zaoferował mu posadę dyrektora ogrodu botanicznego, a w 1782 r. stanowisko ordynatora w szpitalu cywilnym i wojskowym w Grenoble, które zajmował do 1803 r. Wiązała się z tym znacząca podwyżka uposażenia. W 1796 r. Villars został również mianowany profesorem historii naturalnej w École Centrale de Grenoble.
Villars dzielił odtąd swój czas między dwie pasje: botanikę i medycynę. Badania botaniczne i gromadzenie materiałów do zielnika prowadził już od 1766 r., obejmując nimi cały Delfinat. Wykonując praktykę lekarską leczył m.in. marszałka Jeana-Baptiste Bernadotte, późniejszego króla Zjednoczonych Królestw Szwecji i Norwegii, który bezskutecznie starał się zaangażować Villarsa na stanowisko osobistego lekarza.
Gdy rewolucja francuska pozbawiła go wszystkich stanowisk i funkcji w Grenoble, postanowił przenieść się do Gap. Zanim jednak wprowadził ten zamysł w czyn, zaproponowano mu objęcie katedry botaniki w szkole medycznej w Strasbourgu. Skorzystał z propozycji, a w 1805 r. objął tamże stanowisko dziekana, które piastował niemal śmierci. Na początku 1814 r. doznał kolejno kilku ataków apopleksji, których skutkiem był częściowy paraliż. W dniu, w którym zmarł, w pobliżu Strasbourga toczyły się walki. Został pochowany w prostym grobie na cmentarzu, który zniknął w XX w., ustępując rozrastającemu się miastu.

## Twórczość
Dziełem życia Villarsa była Historia roślin Delfinatu (fr. Histoire des plantes du Dauphiné), wydana w trzech tomach (tom trzeci w dwóch częściach) w dużym formacie w latach 1786–1789. W oparciu o ponad dwudziestoletnie obserwacje opisał on w niej 2744 gatunki roślin, w tym wiele nowych lub niedostatecznie poznanych gatunków alpejskich. W opisach podał miejsca ich zaobserwowania, a także zastosowanie w medycynie. Opisom towarzyszyły rysunki poszczególnych roślin, wykonane przez samego Villarsa.
Villars, obok swojego mentora Chaixa, jest uznawany obecnie za czołowego badacza flory Delfinatu. Jego liczne wycieczki botaniczne w góry przyniosły mu dobrą znajomość regionów Dévoluy, Oisans, Valgaudemar, Champsaur. Zapuszczał się daleko w wysokie partie grupy górskiej Écrins – przykładowo w 1786 r. wszedł na wysoką przełęcz col du Saix (dziś Col du Says, 3139 m n.p.m.). Z tego powodu uznawany jest za jednego z prekursorów alpinizmu w tych górach. W okresie strasburskim dużo „botanizował” w Wogezach i całej Alzacji. Odbył również podróże botaniczne do Szwajcarii i północnych Włoch.
Zielnik i rękopisy Villarsa z dziedziny botaniki przechowywane są w Muzeum Historii Naturalnej w Grenoble.
Na liście skrótów nazwisk botaników i mykologów jego nazwisko figuruje w formie Vill.

## Upamiętnienie
W nomenklaturze botanicznej upamiętniony jest w nazwie gatunkowej villarsi, np. w nazwie jednego z gatunków świerząbka – Chaerophyllum villarsii.
We wsi Le Noyer, w rodzinnym przysiółku Villarsa (dziś: Villard), istnieje do dziś dom rodzinny botanika. W centrum wsi funkcjonuje „Muzeum Botaniczne Dominika Villarsa” (fr. Musée botanique Dominique Villars), które należy do sieci tzw. Ekomuzeów regionu Champsaur.
Nazwiskiem D. Villarsa nazwano jedną z ulic w Grenoble.